# Francisco Risiglione
Francisco Risiglione (ur. 18 stycznia 1917 w Rosario, zm. 28 lipca 1999) – argentyński bokser, brązowy medalista letnich igrzysk olimpijskich w Berlinie w kategorii półciężkiej. W walce o 3. miejsce pokonał Sydneya Leibbrandta ze Związku Południowej Afryki.

## Kariera zawodowa
W latach 1940–1945 walczył na zawodowych ringach. Z pierwszym przeciwnikiem Carlosem Grassino wygrał na punkty. Następnie pokonał Salvadora Zaccone. Podczas kolejnych 2 walk remisował kolejno z Alfredo Lagayem i Alberto Santiago Lovellem, z którym w rewanżowym pojedynku doznał porażki. Następnie pokonał debiutanta Enrique Felpi i ponownie zremisował z Alfredo Lagayem. Zawodową karierę zakończył dwoma porażkami z Enrique Felpi i Jesuelem Stellą.